# Condado de Roseau
O Condado de Roseau é um dos 87 condados do Eestado americano de Minnesota. A sede do condado é Roseau, e sua maior cidade é Roseau. O condado possui uma área de 4 347 km² (dos quais 41 km² estão cobertos por água), uma população de 16 338 habitantes, e uma densidade populacional de 4 hab/km² (segundo o censo nacional de 2000). O condado foi fundado em 1894.